# Chalcotropis
Chalcotropis Simon, 1902 è un genere di ragni appartenente alla famiglia Salticidae.

## Distribuzione
Le 10 specie oggi note di questo genere sono diffuse nell'Asia sudorientale: in particolare, 4 sono endemiche delle Filippine, 3 dell'isola di Celebes; le rimanenti 3 di Giava, isole Tonga e India.

## Tassonomia
A dicembre 2010, si compone di 10 specie:
- Chalcotropis acutefrenata Simon, 1902[2] — Giava
- Chalcotropis caelodentata Merian, 1911 — Celebes
- Chalcotropis caeruleus (Karsch, 1880)[3] — Filippine
- Chalcotropis celebensis Merian, 1911 — Celebes
- Chalcotropis decemstriata Simon, 1902 — Filippine
- Chalcotropis insularis (Keyserling, 1881) — Isole Tonga
- Chalcotropis luceroi Barrion & Litsinger, 1995 — Filippine
- Chalcotropis pennata Simon, 1902 — India
- Chalcotropis praeclara Simon, 1902 — Filippine
- Chalcotropis radiata Simon, 1902 — Celebes

### Specie trasferite
- Chalcotropis barbipalpis (Keyserling, 1882); trasferita e ridenominata in Opisthoncus barbipalpis (Keyserling, 1882) a seguito di uno studio dell'aracnologo Zabka del 1991[1].